# Jeff Hanneman
Jeffrey John "Jeff" Hanneman (31. januar 1964 i Oakland, Californien - 2. maj 2013 i Californien) var amerikansk guitarist i bandet Slayer. Hanneman voksede op i Los Angeles i en familie af krigsveteraner, hvilket førte til hans fascination af krig. Da han var hos en ven i 1981 mødte Hanneman Kerry King, som prøvede at blive guitarist i et band. De to begyndte at spille Iron Maiden og Judas Priest sange, og besluttede sig for at danne deres eget band. Hanneman dør 2 maj 2013 efter længere tids sygdom, dødsårsagen er alkoholrelateret leversvigt.
Hanneman bruger bl.a. ESP guitarer.

## Diskografi
- 1983: Show No Mercy
- 1984: Haunting the Chapel
- 1985: Hell Awaits
- 1986: Reign in Blood
- 1988: South of Heaven
- 1990: Seasons in the Abyss
- 1994: Divine Intervention
- 1996: Undisputed Attitude
- 1998: Diabolus in Musica
- 2001: God Hates Us All
- 2006: Christ Illusion
- 2009: World Painted Blood
- 2015: Repentless (writing credit "Piano Wire")[2]